# Vanuatu ai Giochi olimpici
Vanuatu ha partecipato per la prima volta ai Giochi olimpici nel 1988, e da allora ha preso parte a tutte le edizioni estive dei Giochi; non ha invece mai partecipato ai Giochi invernali. 
I suoi atleti non hanno mai vinto alcuna medaglia.
L'Associazione Sportiva e Comitato Olimpico Nazionale di Vanuatu è stata fondata e riconosciuta dal CIO nel 1987.

## Medaglie alle Olimpiadi estive
| Giochi              | Oro | Argento | Bronzo | Totale |
| ------------------- | --- | ------- | ------ | ------ |
| Seul 1988           | 0   | 0       | 0      | 0      |
| Barcellona 1992     | 0   | 0       | 0      | 0      |
| Atlanta 1996        | 0   | 0       | 0      | 0      |
| Sydney 2000         | 0   | 0       | 0      | 0      |
| Atene 2004          | 0   | 0       | 0      | 0      |
| Pechino 2008        | 0   | 0       | 0      | 0      |
| Londra 2012         | 0   | 0       | 0      | 0      |
| Rio de Janeiro 2016 | 0   | 0       | 0      | 0      |
| Tokyo 2020          | 0   | 0       | 0      | 0      |
| Parigi 2024         | 0   | 0       | 0      | 0      |
| Totale              | 0   | 0       | 0      | 0      |